# Gisela Meßollen
Gisela Meßollen (* 20. September 1964 in Olsberg) ist eine deutsche Jazzmusikerin (Trompete). 
Meßollen begann mit 19 Jahren, klassische Trompete zu studieren. 1993 zog sie nach Berlin, wo sie Mitglied des Salsaorchesters Burundanga wurde. Daneben spielte sie in der Berliner Kansas City Swing Band und im United Women’s Orchestra. Auch wirkte sie in zahlreichen Musicalproduktionen mit; im Frauenorchester Escapade und bei Aphrodites Töchter spielte sie Musik der 1930er und 1940er Jahre, bei Womens of Jazz Dixieland. Außerdem unterrichtet sie Trompete an Berliner Schulen und Musikschulen, zurzeit an der Musikschule Reinickendorf. Mit dem United Women’s Orchestra war sie auf mehreren deutschlandweiten Tourneen (u. a. auf dem Moers Festival 2006) zu hören und spielt auch auf dessen Alben mit.

## Lexikalische Einträge
- Jürgen Wölfer: Jazz in Deutschland. Das Lexikon. Alle Musiker und Plattenfirmen von 1920 bis heute. Hannibal, Höfen 2008, ISBN 978-3-85445-274-4.